# 17 ديسمبر
- السبت
- الأحد
- الاثنين
- الثلاثاء
- الأربعاء
- الخميس
- الجمعة

- 298 جمادى الآخرة 1447  هـ
- 309 جمادى الآخرة 1447  هـ
- 110 جمادى الآخرة 1447  هـ
- 211 جمادى الآخرة 1447  هـ
- 312 جمادى الآخرة 1447  هـ
- 413 جمادى الآخرة 1447  هـ
- 514 جمادى الآخرة 1447  هـ
- 615 جمادى الآخرة 1447  هـ
- 716 جمادى الآخرة 1447  هـ
- 817 جمادى الآخرة 1447  هـ
- 918 جمادى الآخرة 1447  هـ
- 1019 جمادى الآخرة 1447  هـ
- 1120 جمادى الآخرة 1447  هـ
- 1221 جمادى الآخرة 1447  هـ
- 1322 جمادى الآخرة 1447  هـ
- 1423 جمادى الآخرة 1447  هـ
- 1524 جمادى الآخرة 1447  هـ
- 1625 جمادى الآخرة 1447  هـ
- 1726 جمادى الآخرة 1447  هـ
- 1827 جمادى الآخرة 1447  هـ
- 1928 جمادى الآخرة 1447  هـ
- 2029 جمادى الآخرة 1447  هـ
- 211 رجب 1447  هـ
- 222 رجب 1447  هـ
- 233 رجب 1447  هـ
- 244 رجب 1447  هـ
- 255 رجب 1447  هـ
- 266 رجب 1447  هـ
- 277 رجب 1447  هـ
- 288 رجب 1447  هـ
- 299 رجب 1447  هـ
- 3010 رجب 1447  هـ
- 3111 رجب 1447  هـ
- 112 رجب 1447  هـ
- 213 رجب 1447  هـ

17 ديسمبر أو 17 كانون الأوَّل أو يوم 17 \ 12 (اليوم السابع عشر من الشهر الثاني عشر) هو اليوم الحادي والخمسون بعد الثلاثمائة (351) من السنة، أو الثاني والخمسون بعد الثلاثمائة (352) في السنوات الكبيسة، وفقًا للتقويم الميلادي الغربي (الغريغوري). يبقى بعده 14 يومًا على انتهاء السنة.

## أحداث
- 1267 - إقامة صلاة الجمعة لأول مرة في الجامع الأزهر في القاهرة وذلك في عهد السلطان الظاهر بيبرس.
- 1903 - نجاح أول محاولة في الطيران بمحرك من قبل الأخوان رايت.
- 1913 - أمين الرافعي يصدر «جريدة الأخبار» في مصر.
- 1942 - المملكة المتحدة تدين المذابح النازية ضد اليهود.
- 1951 - بدء ثورة الحبيب بورقيبة في تونس من أجل الاستقلال.
- 1979 - اختطاف أول معارض للحكم في السعودية ناصر السعيد بواسطة الاستخبارات الفلسطينية في لبنان.
- 1982 - افتتاح «المركز الإسلامي» في طوكيو.
- 1983 - عملية للجيش الجمهوري الإيرلندي داخل متجر هارودز في لندن تؤدي إلى مقتل عشرة أشخاص.
- 1992 -
  - إبعاد 415 من قادة حركة حماس وحركة الجهاد الإسلامي في فلسطين إلى مرج الزهور في جنوب لبنان.
  - البوسنيون يبدأون العمل في حفر نفق يمر تحت مطار سراييفو لينقذهم من حصار القوات الصربية لعاصمتهم.
- 1996 - 14 عضوًا من أعضاء «حركة توباك أمارو» اليسارية المتمردة تخفو في زي نادلين وخدم بالتسلل إلى منزل السفير الياباني في العاصمة البيروفية ليما وذلك أثناء الإحتفال بعيد ميلاده وقامو باحتجاز 490 رهينة، واستمرت هذه الأزمة 4 شهور انتهت باقتحام المنزل بالقوة.
- 2003 - الرئيس الفرنسي جاك شيراك يعلن في خطاب عن قبوله لتقرير رسمي يوصي بعدم السماح للأطفال بحمل رموز دينية مثل الصلبان والحجاب الإسلامي والقلنسوات اليهودية.
- 2008 - بنك الاحتياطي الفيدرالي الأمريكي يخفض أسعار الفائدة من 1% إلى مستوى يتراوح من صفر إلى 0.25% وذلك بهدف مواجهة حالة الكساد التي تمر بها الولايات المتحدة.
- 2010 - الشاب التونسي محمد البوعزيزي يضرم النار في نفسه أمام مقر ولاية سيدي بوزيد وذلك بعد قيام سلطات بلدية مدينة سيدي بوزيد بمصادرة عربة كان يبيع عليها الخضار والفواكة وتنديدًا برفض قبول شكوى أراد تقديمها بحق الشرطية فادية حمدي التي قامت بصفعه، وأدت هذه الحادثة إلى اندلاع الثورة التونسية ضد حكم الرئيس زين العابدين بن علي.
- 2013 - إعادة تعيين أنغيلا ميركل في منصب مستشارة الاتحاد الألماني، وتكون بذلك قد بدأت ولايتها الثالثة على التوالي منذ سنة 2005.
- 2014 -
  - الولايات المتحدة وكوبا يتفقان معا على إعادة العلاقات بينهما بعد حوالي 50 سنة من قطعها.
  - مجلة التايم الأمريكية تختار مكافحي مرض الإيبولا كشخصية العام، ومن جهتها ذي إيكونومست البريطانية تختار تونس لنجاحها في انتقالها الديمقراطي.
- 2016 - وقوع تفجير بمدينة قيصرية التركية مما أسفر عن مقتل 14 جندي وإصابة 55 آخرين.
- 2017 - انتخاب سبستيان بنييرا رئيسًا لتشيلي للمرة الثانية.
- 2019 - المحكمة الخاصة في إسلام آباد تُصدِرُ حُكمًا بالإعدام بحق الرئيس الباكستاني الأسبق برويز مشرف بتهمة الخيانة العظمى.
- 2020 - البولندي روبرت ليفاندوفسكي يفوز بجائزة أفضل لاعب ضمن جوائز الفيفا للأفضل كروياً لعام 2020.
- 2021 - انتخاب محمد بن سليم، رئيسًا للاتحاد الدولي للسيارات «فيا»، وهي أعلى هيئة تشرف على رياضة السيارات ومن ضمنها الفورمولا 1، ليكون أول عربي يتولى رئاسة الاتحاد منذ أن تأسس سنة 1904.

## مواليد
- 1491 - محمد بن عبد الرحمن العلقمي، فقيه ومفسر ومحدث مدرس مصري.
- 1770 - لودفيج فان بيتهوفن، موسيقي ألماني.
- 1797 - جوزيف هنري، عالم فيزياء أمريكي.
- 1837 - محمد هادي الطهراني، فقيه مسلم ومؤلف ومدرس ديني إيراني.
- 1842 - سوفوس لي، عالم رياضيات نرويجي.
- 1855 - إسكندر العازار، كاتب وصحفي وشاعر عثماني لبناني.
- 1886 - نبوية موسى، رائدة حركة تعليم الفتيات في مصر.
- 1901 - عزيزة أمير، ممثلة مصرية.
- 1908 - ويلارد ليبي، عالم كيمياء أمريكي حاصل على جائزة نوبل في الكيمياء عام 1960.
- 1930 -
  - الأميرة فتحية، ابنه فؤاد الأول ملك مصر.
  - آرمن مولر-شتال، ممثل ألماني.
- 1934 - راي ويلسون، لاعب ومدرب كرة قدم إنجليزي.
- 1944 - فرينيك بيني، لاعب ومدرب كرة قدم هنغاري.
- 1946 - يوجين ليفي، ممثل كندي.
- 1949 - سوتيريس كايافاس، لاعب كرة قدم قبرصي.
- 1960 - وليد عساف، مهندس كهربائي، وسياسي ووزير فلسطيني.
- 1969 -
  - لوري هولدين، ممثلة أمريكية.
  - يوري مرقدي، مغني وممثل لبناني.
- 1974 - جيوفاني ريبيسي، ممثل أمريكي.
- 1975 -
  - رشا مصطفى، ممثلة سورية تعمل في الكويت.
  - ميلا جوفوفيتش، ممثلة أمريكية.
- 1976 - باتريك مولر، لاعب كرة قدم سويسري.
- 1977 -
  - كاثرين وينيك ، ممثلة مخرجة كندية.
  - طارق الكندري، ممثل ومذيع كويتي.
- 1980 - دالي ثاير، لاعب كرة قاعدة من الولايات المتحدة الأمريكية.
- 1984 - أندرو دافيز، لاعب كرة قدم إنجليزي.
- 1987 - غالية الكاشف، ممثلة سورية تعمل في الكويت.
- 1998 - مارتين أوديغارد، لاعب كرة قدم نرويجي.

## وفيات
- 1273 - جلال الدين الرومي، أديب وفقيه ومنظر وقانوني صوفي.
- 1830 - سيمون بوليفار، قائد ثوري وسياسي فنزويلي تدين له عدد من جمهوريات أمريكا الجنوبية باستقلالها عن الحكم الإسباني.
- 1847 - ماري لويز، زوجة نابليون بونابرت ودوقة بارما.
- 1897 - ألفونس دوديه، أديب فرنسي.
- 1907 - لورد كلفن، مهندس وعالم فيزياء اسكتلندي.
- 1909 - الملك ليوبولد الثاني، ملك بلجيكا.
- 1933 - ثوبتين غياتسو، الدلاي لاما الثالث عشر.
- 1956 - علي الجشي، فقيه وقاضي شرعي وشاعر سعودي.
- 1964 - فيكتور هس، عالم فيزياء نمساوي حاصل على جائزة نوبل في الفيزياء عام 1936.
- 1979 - عوض دوخي، مغني كويتي.
- 1989 - جورج شحادة، شاعر وكاتب مسرحي لبناني كتب أعماله باللغة الفرنسية.
- 1990 - إسحاق موسى الحسيني، أديب فلسطيني.
- 2004 - أغنيس ماري منصور، راهِبة كاثوليكية أَمريكية من أصل لُبناني.
- 2009 - أمين الحافظ، رئيس سوري.
- 2010 - يحيى سعادة، مخرج لبناني.
- 2011 - كيم جونغ إل، زعيم كوريا الشمالية.
- 2012 - محمد بن عبد الله السبيل، مؤذن سعودي.
- 2014 - محمد البسطاوي، ممثل مغربي.
- 2017 - محمد حسن، مطرب ليبي.

## أعياد ومناسبات
- اليوم الوطني في بوتان.
- عيد الجلوس في البحرين.
- يوم الأخوان رايت في الولايات المتحدة.
- يوم علم كردستان.
- عيد الثورة في تونس.

## وصلات خارجية
- وكالة الأنباء القطريَّة: حدث في مثل هذا اليوم.
- أرشيف مصر: حدث في مثل هذا اليوم.
- BBC: حدث في مثل هذا اليوم.